# Степановка (Гуляйпольский район)
Степановка (укр. Степанівка) — село в Гуляйпольской городской общине
Пологовского района Запорожской области Украины.

## Общие сведения
Население по переписи 2001 года составляло 75 человек. Почтовый индекс — 70206. Телефонный код — 6145.

## Географическое положение
Село Степановка находится на берегу реки Гайчул,
выше по течению на расстоянии в 0,5 км расположено село Межирич,
ниже по течению на расстоянии в 0,5 км расположено село Марфополь.